# George Formby
George Formby, właśc. George Hoy Booth (ur. 26 maja 1904 w Wigan, zm. 6 marca 1961 w Preston) – brytyjski piosenkarz i aktor komediowy. 

## Życiorys
Sławę zdobył w latach 30. XX wieku, dzięki wielu musicalom filmowym, w których odtwarzał postać młodego robotnika z Lancashire. Śpiewając akompaniował sobie na ukulele. 
Do najbardziej popularnych utworów tego artysty zalicza się m.in.: Auntie Maggie's Remedy, Chinese Laundry Blues, The Isle of Man, Leaning on a Lamppost, With my Little Ukulele in my Hand oraz Our Sergeant Major.

## Filmografia
- Boots! Boots!
- Off The Dole
- The Song That Made A Star
- No Limit
- Keep Your Seats Please
- Feather Your Nest
- Keep Fit
- I See Ice
- It's In The Air
- Trouble Brewing
- Come On George
- Let George Do It
- Spare A Copper
- Turned Out Nice Again
- South American George
- Much Too Shy
- Get Cracking
- He Snoops To Conquer
- Bell Bottom George
- I Didn't Do It
- George in Civvy Street